# Fodina laurentensis
Fodina laurentensis là một loài bướm đêm trong họ Noctuidae.